# Escut de les Cabanyes
L'escut oficial de les Cabanyes té el següent blasonament:
Escut caironat: de gules, una cabanya de sable acostada de 2 creus de Malta. Per timbre una corona mural de poble.

## Història
Va ser aprovat el 3 de setembre de 1998 i publicat al DOGC el 9 d'octubre del mateix any amb el número 2741.
La cabanya és un senyal parlant referent al nom del poble. Les dues creus de Malta al·ludeixen al fet que la localitat fou repoblada al segle xii per l'orde de Sant Joan de Jerusalem, que hi va fundar la comanda hospitalera de Sant Valentí de les Cabanyes.